# Zach Whitmarsh
Zach Whitmarsh, född 5 april 1977, är en friidrottare från Kanada. Han deltog vid olympiska sommarspelen 2000.